# Nederlandse kampioenschappen schaatsen afstanden 2024
De Nederlandse kampioenschappen afstanden 2024 (ofwel de Daikin NK Afstanden 2024) in het langebaanschaatsen werden van 28 tot en met 30 december 2023 verreden op de overdekte schaatsbaan Thialf in Heerenveen, Friesland. Thialf was voor de zeventiende opeenvolgende keer en voor de 25e keer in totaal de locatie voor deze kampioenschappen.
Bij deze NK afstanden (mannen/vrouwen) werden de nationale titels op de afstanden 500, 1000, 1500, 3000 (v), 5000, 10.000 (m) meter en op de massastart vergeven. Naast de nationale titels waren er startplekken voor de EK afstanden, WK afstanden, WK sprint en WK allround te verdienen.
De top drie van elke afstand (snelste tijden op de 500 meter) plaatste zich voor de EK en WK afstanden. Uitzondering waren de 5000 meter vrouwen en de 10.000 meter mannen die op het EK niet op het programma staan en op de WK afstanden met een maximum van twee per land verreden wordt. Jenning de Boo en Jutta Leerdam plaatsten zich met een klassement over 500 en 1000 meter direct voor de WK sprint. Marijke Groenewoud (op basis van 1500 en 3000 meter) en Patrick Roest (op basis van 1500 en 5000 meter) verzekerden zich van de eerste Nederlandse startbewijzen voor de WK allround.

## Programma
| Datum       | Donderdag 28 december                                                        | Vrijdag 29 december                                                            | Zaterdag 30 december                                                                                             |
| ----------- | ---------------------------------------------------------------------------- | ------------------------------------------------------------------------------ | --- |
| Live tv     | NPO2 van 18:20 tot 20:02 NPO3 van 20:02 tot 22:31                            | NPO2 van 18:20 tot 19:58 NPO3 van 19:58 tot 21:53                              | NPO1 van 12:30 tot 17:55                                                                                         |
| Wedstrijden | 18:25-21:59 uur                                                              | 18:25-21:22 uur                                                                | 12:45-17:41 uur                                                                                                  |
| Afstanden   | 5000 meter mannen 1e 500 meter mannen 1500 meter vrouwen 2e 500 meter mannen | 3000 meter vrouwen 1e 500 meter vrouwen 1500 meter mannen 2e 500 meter vrouwen | 10.000 meter mannen 5000 meter vrouwen 1000 meter mannen 1000 meter vrouwen massastart mannen massastart vrouwen |

## Medailles

### Mannen
| Afstand              | AD | Kampioen       | Tweede         | Derde              |
| 2x500 m (details)    | 20 | Jenning de Boo | Janno Botman   | Merijn Scheperkamp |
| 1000 m (details)     | 20 | Jenning de Boo | Tim Prins      | Kjeld Nuis         |
| 1500 m (details)     | 20 | Kjeld Nuis     | Patrick Roest  | Wesly Dijs         |
| 5000 m (details)     | 16 | Patrick Roest  | Chris Huizinga | Marcel Bosker      |
| 10.000 m (details)   | 10 | Patrick Roest  | Jorrit Bergsma | Marwin Talsma      |
| Massastart (details) | 16 | Harm Visser    | Bart Hoolwerf  | Yves Vergeer       |

### Vrouwen
| Afstand              | AD | Kampioen       | Tweede                    | Derde                     |
| 2x500 m (details)    | 20 | Femke Kok      | Jutta Leerdam             | Marrit Fledderus          |
| 1000 m (details)     | 20 | Jutta Leerdam  | Antoinette Rijpma-de Jong | Isabel Grevelt            |
| 1500 m (details)     | 20 | Joy Beune      | Marijke Groenewoud        | Antoinette Rijpma-de Jong |
| 3000 m (details)     | 16 | Irene Schouten | Marijke Groenewoud        | Elisa Dul                 |
| 5000 m (details)     | 10 | Irene Schouten | Joy Beune                 | Sanne in 't Hof           |
| Massastart (details) | 16 | Irene Schouten | Marijke Groenewoud        | Esther Kiel               |